# Чернышево (Ленинградская область)
Черныше́во  (фин. Kallila) — упразднённая деревня на территории Красноборского городского поселения Тосненского района Ленинградской области.

## История
Деревня была основана по указу Петра I после обнаружения здесь залежей бутовой плиты, необходимой для строительства Санкт-Петербурга. Входила в состав Александровской мызы.
На карте Санкт-Петербургской губернии Ф. Ф. Шуберта 1834 года обозначена деревня Чернышева.

КАЛЛИ — деревня принадлежит Остафьевой, чиновнице 4 класса, число жителей по ревизии: 65 м. п., 57 ж. п. (1838 год)

В пояснительном тексте к этнографической карте Санкт-Петербургской губернии П. И. Кёппена 1849 года она записана как деревня Kaliila (Калли Чернышева, Калма) и указано количество её жителей на 1848 год: савакотов — 33 м. п., 37 ж. п., всего 70 человек, которые относились к лютеранскому приходу Инкере.

ЧЕРНЫШЕВА или КАЛМА — деревня г. Астафьевой, по просёлочной дороге, число дворов — 19, число душ — 98 м. п. (1856 год)

Согласно «Топографической карте частей Санкт-Петербургской и Выборгской губерний» 1860 года деревня Феклистова насчитывала 19 дворов.

ЧЕРНЫШЕВА (КАЛЛИ, КАЛЬЯ) — деревня владельческая при плитных очистях, число дворов — 15, число жителей: 49 м. п., 50 ж. п. (1862 год)

- План деревни Чернышево. 1885 год

В 1885 году деревня Чернышево насчитывала 20 дворов.
В конце XIX — начале XX века деревня административно относилась к Ижорской волости 1-го стана Царскосельского уезда Санкт-Петербургской губернии. По приходским данным население деревни было исключительно финским.
По данным «Памятной книжки Санкт-Петербургской губернии» за 1905 год деревня называлась Чернышева (Калли, Калья) и входила в Степановское сельское общество.
К 1913 году количество дворов в деревне Чернышево уменьшилось до 16.
С 1917 по 1922 год деревня Чернышево входила в состав Чернышевского сельсовета Ижорской волости Детскосельского уезда.
С 1922 года в составе Степановского сельсовета.
С 1923 года в составе Ульяновской волости Троцкого уезда.
С 1924 года в составе Мишкинского сельсовета.
Согласно данным переписи населения СССР 1926 года в деревне Чернышево проживали 262 человека — большинство русские и финны, а также поляки и немцы.
С февраля 1927 года в составе Октябрьской волости Ленинградского уезда. С августа 1927 года в составе Колпинского района Ленинградской области.
С 1930 года в составе Тосненского района.
По данным 1933 года деревня Чернышево входила в состав Мишкинского сельсовета Тосненского района.
В 1940 году население деревни Чернышево составляло 332 человека.
- План деревни Чернышево. 1941 год

Согласно топографической карте РККА 1941 года деревня насчитывала 39 дворов.
С 1 сентября 1941 года по 31 декабря 1943 года деревня находилась в оккупации. «После войны не восстановлена».

## География
Месторасположение бывшей деревни — в северо-западной части района, к северо-востоку от административного центра поселения посёлка Красный Бор на автодороге 41К-173 (Ям-Ижора — Никольское) «Никольское шоссе».